# Катастрофа Boeing 777 в Донецкой области
17 июля 2014 года пассажирский авиалайнер Boeing 777 был сбит в районе боевых действий между правительственными силами Украины и формированиями подконтрольных России ДНР и ЛНР. Самолёт был сбит военными 53-й бригады ПВО ВС России на оккупированной ими территории Донецкой области, при этом Россия отрицала свое участие в войне в Донбассе.
Авиалайнер Boeing 777-200ER авиакомпании Malaysia Airlines выполнял плановый рейс MH17 по маршруту Амстердам—Куала-Лумпур, но примерно через 2 часа и 49 минут после взлёта был поражён ракетой серии 9М38, выпущенной из российского зенитно-ракетного комплекса (ЗРК) «Бук», и разрушился на несколько частей. Обломки лайнера рухнули на землю в районе сёл Грабово, Рассыпное, Петропавловка и посёлка городского типа Рассыпное. Погибли все находившиеся на его борту 298 человек — 283 пассажира и 15 членов экипажа.
Авиакатастрофа вошла в десятку крупнейших за всю историю человечества, став крупнейшей в XXI веке, крупнейшей на постсоветском пространстве, Восточной Европе и в истории малайзийской авиации.
Полномочия по проведению расследования были переданы Украиной Нидерландам и возложены на Совет по вопросам безопасности Нидерландов и международную Объединённую следственную группу, которые пришли к выводу, что авиалайнер был сбит ракетой класса «земля-воздух» из ЗРК «Бук» с территории, контролируемой силами ДНР. Согласно выводам JIT, данный «Бук» принадлежал 53-й бригаде ПВО ВС России и был доставлен на Украину из России в день катастрофы, а после запуска ракеты, сбившей самолёт, был возвращён обратно на российскую территорию. Государственная прокуратура Нидерландов обвинила в причастности к катастрофе гражданина России Игоря Стрелкова, командовавшего силами сепаратистов летом 2014 года, и троих его подчинённых (два гражданина России и один гражданин Украины). Судебный процесс по делу рейса MH17 начался 9 марта 2020 года в окружном суде Гааги.
23 июня 2022 года ПАСЕ подвела итог, что «наиболее убедительный сценарий на сегодня — MH17 сбит российским „Буком“», отметив, что «поражены дезинформацией, распространяемой российскими властями в отношении крушения самолёта, которая причинила боль и страдания родственникам и друзьям жертв».
17 ноября 2022 года суд в Нидерландах по делу MH17 вынес приговор, согласно которому крушение гражданского лайнера 17 июля 2014 года в Донецкой области произошло в результате запуска ракеты из российского зенитно-ракетного комплекса Бук в районе украинского села Первомайское, которое в тот момент контролировали силы самопровозглашённой ДНР. При этом суд пришёл к выводу, что ДНР в тот момент полностью подчинялась России. Суд признал виновными троих из четверых обвиняемых по этому делу: Игоря Гиркина («Стрелкова»), Сергея Дубинского и Леонида Харченко.
В мае 2025 года Международная организация гражданской авиации признала Россию отвественной за крушение авиалайнера.
Россия отрицает свою причастность к гибели авиалайнера. Российские провластные СМИ по этому поводу выдвигали множество противоречащих друг другу версий, однако все они впоследствии оказывались фейками.

## Предыстория
За несколько дней до катастрофы, согласно заявлениям украинских властей, в зоне конфликта произошли другие инциденты с самолётами — 14 июля в Луганской области на высоте 6500 метров был сбит Ан-26, 16 июля был сбит Су-25 и ещё один Су-25 был обстрелян из ПЗРК. Всего за июнь-июль 2014 года сообщалось о потере в этом районе более десяти пилотируемых летательных аппаратов Воздушных сил ВС Украины.
Украинские власти закрыли воздушное пространство над зоной конфликта для полётов гражданской авиации с 1 июля до эшелона FL260 (7900 метров), а с 14 июля — до эшелона FL320 (9750 метров). Европейская организация по безопасности воздушной навигации указывала, что на маршруте следования лайнера пространство было закрыто украинскими властями до эшелона FL320, а на эшелоне FL330 (10 050 метров), на котором следовал самолёт, полёты были разрешены.
В июне 2014 года вооруженные формирования ДНР несли значительные потери в результате масштабного наступления ВСУ, и командующий силами сепаратистов Игорь Стрелков призывал Россию к срочному оказанию военной помощи. 23 июня 2014 года российская колонна военной техники, перевозившая в том числе самоходные огневые установки ЗРК «Бук», отправилась из расположения курской воинской части на территорию вблизи украинской границы. 8 июля представители пророссийских сил политолог Сергей Кургинян и глава ЛНР Валерий Болотов сделали публичные заявления — предупреждение (предназначавшееся Украине) о том, что у сил ДНР появился ЗРК «Бук», способный поражать цели на высотах более 6000 метров. 10 июля руководитель сепаратистов Александр Бородай рассказал прессе об успешно проведённой консультации в Москве, в результате которой он ожидал получить в ближайшее время помощь РФ.
17 июля (за 17 часов до катастрофы рейса MH17) Россия ввела ограничения для полётов гражданской авиации в сопредельном с Украиной российском воздушном пространстве до высоты более 16 000 метров (до эшелона FL530), что сопоставимо с максимальной высотой поражения зенитного ракетного комплекса «Бук» (около 18 000 метров).

## Сведения о рейсе MH17

### Самолёт
Boeing 777-200ER (регистрационный номер 9M-MRD, заводской 28411, серийный 084) был выпущен с завода компании Boeing в Эверетте (Вашингтон) в 1997 году (первый полёт совершил 17 июля, то есть в день катастрофы ему исполнилось ровно 17 лет). 29 июля того же года был передан авиакомпании Malaysia Airlines. Оснащён двумя турбовентиляторными двигателями Rolls-Royce Trent 800, пассажировместимость салона — 282 места. Последнюю техническую проверку прошёл 11 июля 2014 года, никаких неполадок обнаружено не было. На день катастрофы 17-летний авиалайнер совершил 11 434 цикла «взлёт-посадка» и налетал 76 322 часа.

### Экипаж и пассажиры
Самолётом управлял экипаж из 15 человек, имевших гражданство Малайзии — 11 бортпроводников (3 стюарда и 8 стюардесс) и 2 лётных экипажа: основной и сменный.
Основной экипаж:
- Командир воздушного судна (КВС) — 44-летний Юджин Чочжин Леонг (англ. Eugene Choo Jin Leong, кит. 朱仁隆). Налетал 12 385 часов 57 минут, 7303 часа 15 минут из них на Boeing 777-200.
- Второй пилот — 26-летний Мухамад Фирдаус Абдул Рахим (англ. Muhamad Firdaus Abdul Rahim). Налетал 4058 часов 49 минут, 296 часов 22 минуты из них на Boeing 777-200.

Сменный экипаж:
- Командир воздушного судна (КВС) — 49-летний Ван Амран Ван Хассин (англ. Wan Amran Wan Hussin). Налетал 13 239 часов 8 минут, 7989 часов 14 минут из них на Boeing 777-200.
- Второй пилот — 29-летний Ахмад Хакими Ханапи (англ. Ahmad Hakimi Hanapi). Налетал 3190 часов 12 минут, 227 часов 48 минут из них на Boeing 777-200.

| Гражданство    | Пассажиры | Экипаж | Всего |
| -------------- | --------- | ------ | ----- |
| Нидерланды     | 192       | 0      | 192   |
| Малайзия       | 29        | 15     | 44    |
| Австралия      | 27        | 0      | 27    |
| Индонезия      | 12        | 0      | 12    |
| Великобритания | 10        | 0      | 10    |
| Бельгия        | 4         | 0      | 4     |
| Германия       | 4         | 0      | 4     |
| Филиппины      | 3         | 0      | 3     |
| Канада         | 1         | 0      | 1     |
| Новая Зеландия | 1         | 0      | 1     |
| Итого          | 283       | 15     | 298   |

На борту самолёта находились 283 пассажира, из которых 80 несовершеннолетних, в том числе трое малолетних (возрастом до 2 лет) детей: двое малайцев и один индонезиец.
Среди пассажиров рейса MH17 находились 6 делегатов, направлявшихся на XX международную конференцию по борьбе со СПИДом в Мельбурне (Австралия), включая нидерландского исследователя Юпа Ланге (первоначально ошибочно сообщалось о 100 делегатах).
Также на борту самолёта находились известные личности:
- Виллем Виттевен, сенатор от Партии труда Нидерландов[51].
- Лиам Дэвисон, австралийский писатель[51].
- Гленн Томас (нидерл. Glenn Thomas), пресс-секретарь Всемирной организации здравоохранения[51][52].
- Пуан Шри Сити Амира (англ. Puan Sri Siti Amirah), вторая жена деда премьер-министра Малайзии Наджиба Тун Разака[51][53].

## Катастрофа

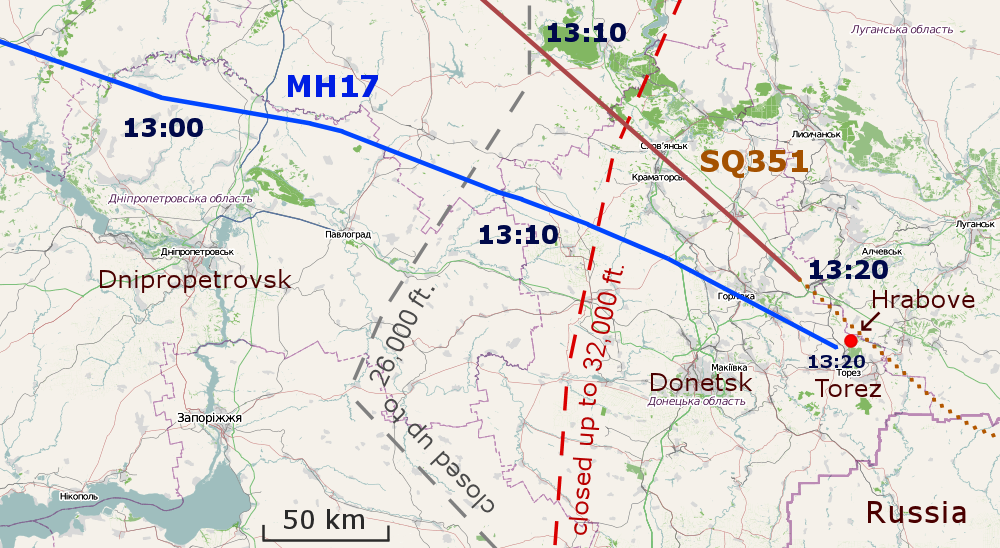
Путь следования рейсов Malaysia Airlines (MH17) и Singapore Airlines (SQ351) с указанием ограничений

16 июля 2014 года Boeing 777-200ER борт 9M-MRD выполнил ежедневный рейс MH16 Куала-Лумпур—Амстердам, прибыв в аэропорт Схипхол в 04:23 UTC 17 июля. Обратный рейс MH17 Амстердам—Куала-Лумпур отошёл от терминала H в 10:14 UTC и взлетел с ВПП № 36С в 10:31 UTC (14:31 MSK), на его борту находились 15 членов экипажа и 283 пассажира.
Полёт до границы с Украиной проходил на эшелоне FL310 (9450 метров), далее — на эшелоне FL330 (10 050 метров). В 12:53, при входе в зону ответственности Днепропетровского РПИ, самолёт, согласно плану полёта, должен был подняться до эшелона FL350 (10 650 метров), но отрицательно ответил на запрос авиадиспетчера о подъёме, оставшись на эшелоне FL330, в результате чего диспетчером на эшелон FL350 был поднят другой самолёт. Эшелон FL330, на котором шёл рейс MH17, над территорией Украины был открыт для международных транзитных рейсов.
Примерно в 16:20 по местному времени (13:20 UTC) самолёт был сбит ракетой серии 9М38, выпущенной из зенитно-ракетного комплекса «Бук». Боевая часть ракеты взорвалась по левому борту самолёта непосредственно возле кабины пилотов. В результате поражения ракетой и последующей взрывной волны лайнер начал разрушаться в воздухе — кабина пилотов и половина салона бизнес-класса оторвались почти сразу и упали на землю, а оставшаяся часть фюзеляжа пролетела ещё около 8,5 километра в восточном направлении; элементы верхней части самолёта были сорваны встречными потоками воздуха, скорость которых достигала 900 км/ч. Законцовки обоих крыльев оторвались, задняя часть фюзеляжа треснула, и это привело к отрыву хвостовой части самолёта от центральной. С момента поражения передней секции до падения всех остальных частей самолёта на землю прошло около 1 или 1,5 минут. Конец записи бортовых самописцев был зафиксирован в 13:20:03 UTC; непосредственно перед этим экипаж получил от авиадиспетчера команду взять курс вправо на точку RND, но не успел её выполнить.
Лайнер рухнул на землю в районе села Грабово Донецкой области (неподалёку от города Торез), его обломки были разбросаны на территории, превышающей 15 км². Зона поисковых работ на востоке Донецкой области (на границе с Луганской областью) составила более 34 км², куда вошли населённые пункты Московское, Рассыпное, Грабово и Стрюково, а также Грабовское водохранилище. Все 298 человек на борту самолёта погибли, случаев гибели и ранения людей на земле в результате падения обломков самолёта не было.
Это была вторая катастрофа с Boeing 777-200ER нумерации 9M-MRx авиакомпании Malaysia Airlines за 5 месяцев (первой стало исчезновение Boeing 777 8 марта 2014 года).

## Поисковая операция, эвакуация тел погибших, начало расследования

### Уведомление о катастрофе, начало технического расследования по правилам ICAO

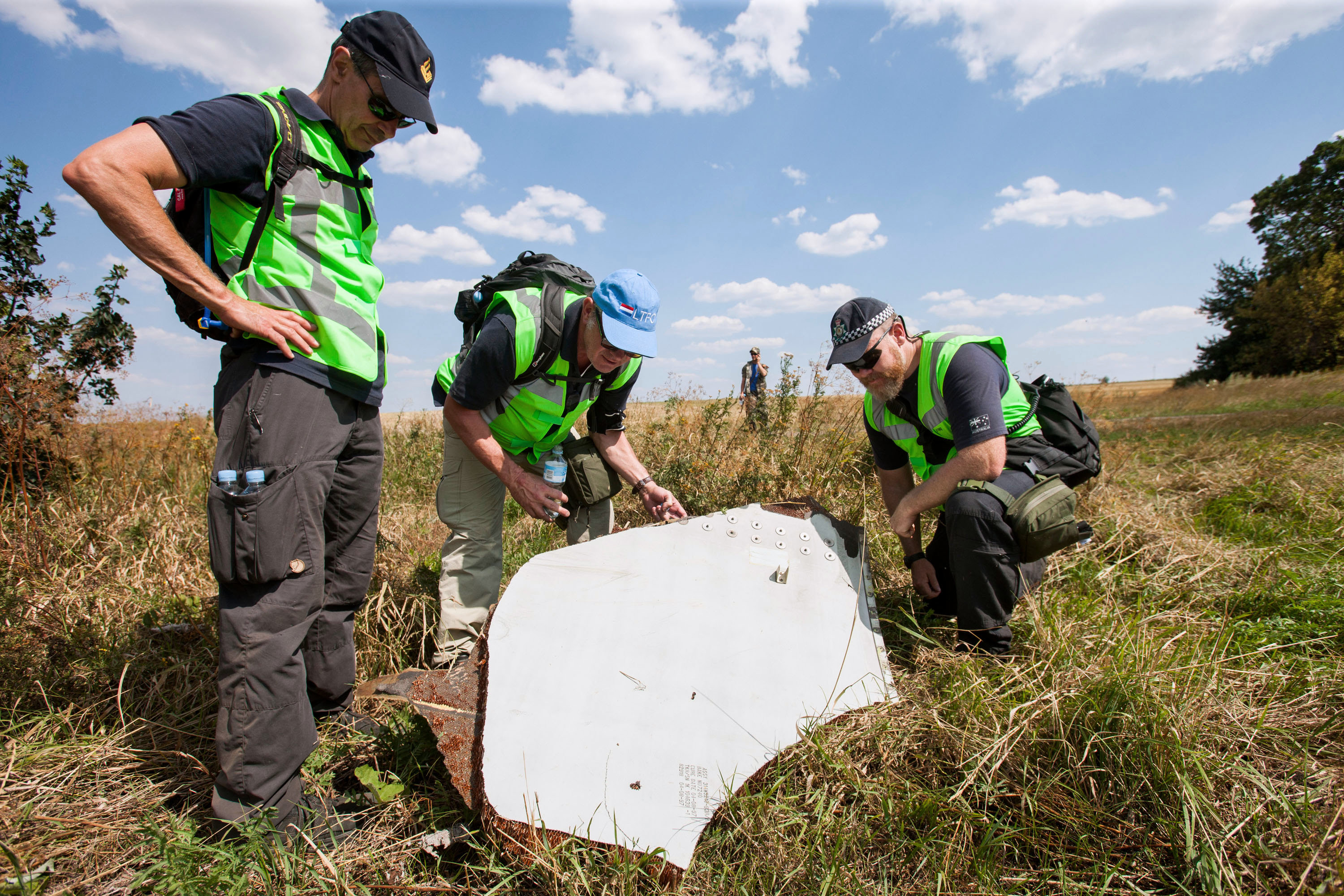
Исследование обломков лайнера на месте катастрофы

Утром 18 июля 2014 года Национальное бюро по расследованию авиационных происшествий и инцидентов с гражданскими воздушными судами Украины разослало уведомление о том, что 17 июля, около 16:20 по местному времени, самолёт Boeing 777-200 с регистрационным номером 9M-MRD, принадлежащий Malaysia Airlines, пропал с экранов радаров к западу от путевой точки TAMAK. Государственное предприятие обслуживания воздушного движения Украины сообщило Национальному бюро о потере связи с экипажем самолёта. Был получен сигнал аварийного радиобуя и определено его примерное положение.
Уведомление о катастрофе в соответствии с Приложением 13 к Конвенции о международной гражданской авиации было направлено Малайзии (стране регистрации и стране - эксплуатанту самолёта), США (стране - разработчику и стране - изготовителю самолёта), Международной организации гражданской авиации (ICAO), а также Нидерландам и Австралии как странам, чьи граждане погибли в катастрофе.
23 июля Украина передала Совету по безопасности Нидерландов (DSB) полномочия по техническому расследованию причин катастрофы рейса MH17 в соответствии с приложением 13 правил ICAO.

### Поисковая операция
Согласно пункту 3.2 Приложения 13 к Конвенции о международной гражданской авиации, государство места события (то есть Украина) принимает все необходимые меры для сохранения вещественных доказательств и обеспечения надёжной охраны самолёта и всего находящегося на нём в течение времени, необходимого для расследования. Однако исполнение этого требования и осуществление поисковой операции в целом осложнилось тем, что катастрофа произошла в зоне вооружённого конфликта на территории, контролируемой вооружёнными отрядами подконтрольной России Донецкой Народной Республики (ДНР).
18 июля в Донецк прибыло 30 сотрудников Специальной мониторинговой миссии ОБСЕ в Украине, которым было поручено «заниматься сбором фактов и наблюдением за обстановкой в районе крушения» и «обеспечить международное присутствие до прибытия авиационных экспертов». Уже вечером наблюдатели получили ограниченный доступ к месту катастрофы.
18 и 19 июля в ряде СМИ появилась информация о том, что поисковым работам на месте катастрофы мешали вооружённые люди. 19 июля наблюдатели ОБСЕ смогли получить ограниченный доступ к обломкам лайнера. К тому времени 38 тел погибших пассажиров были доставлены в морг контролируемого сепаратистами Донецка. Вице-премьер ДНР Андрей Пургин заявил, что сепаратисты не допускали представителей ОБСЕ к обломкам из-за отсутствия совместной договорённости с Украиной о прекращении огня в районе катастрофы.
Как указывалось в опубликованном 21 июля докладе наблюдательной миссии ОБСЕ, на Украине за период по 18:00 20 июля включительно наблюдатели ОБСЕ получили полный доступ к месту падения самолёта, при этом зона катастрофы поставлена под надёжную охрану. Наблюдатели констатировали, что «19 июля их доступ был ещё ограничен, но в меньшей степени, чем днём ранее; периметр безопасности охранялся слабо».

### Эвакуация тел погибших

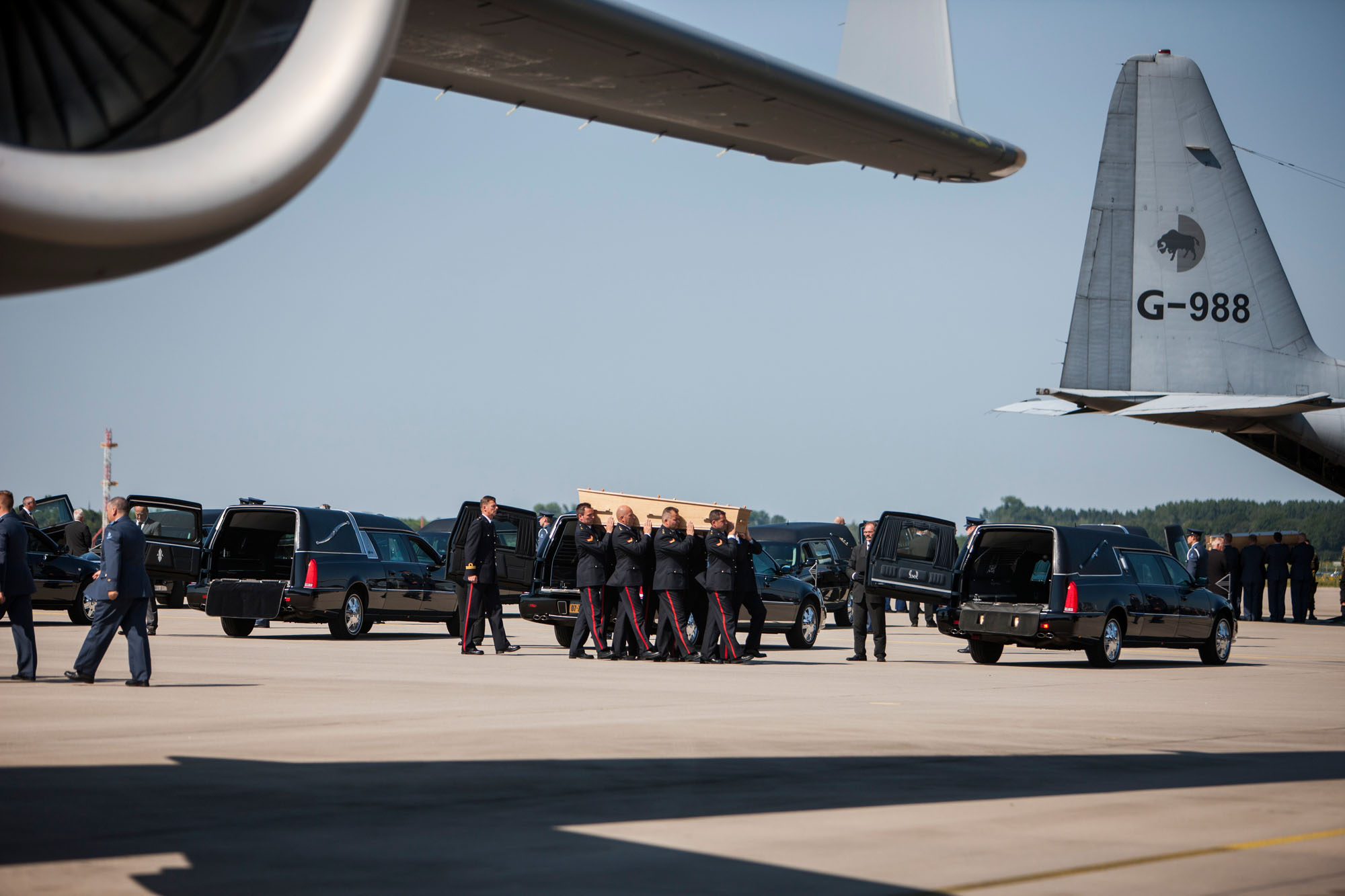
Первое прибытие тел погибших в аэропорт Эйндховена (Нидерланды)

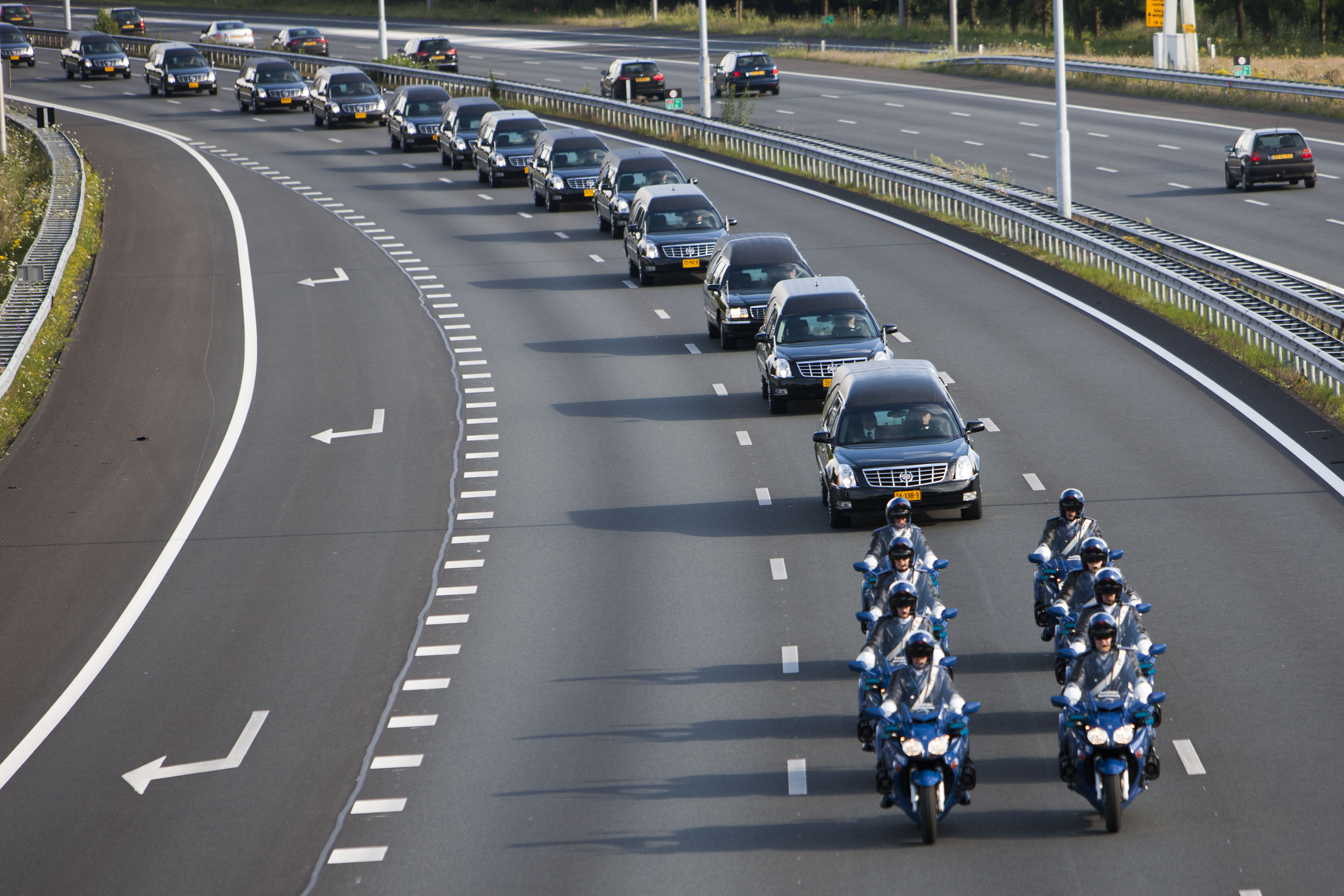
Похоронная процессия из 40 катафалков с телами погибших едет в Хилверсюм

Как было отмечено в докладе наблюдательной миссии ОБСЕ, «спасатели на месте происшествия сообщили, что места расположения всех тел погибших были сфотографированы и сняты на видео до того, как были убраны в мешки». При этом сами наблюдатели 19 июля насчитали 55 тел погибших, убранных в мешки для транспортировки. Они также сообщают, что количество тел, хранившихся в рефрижераторном вагоне на железнодорожной станции Торез, им подсчитать не удалось.
21 июля премьер-министр ДНР Александр Бородай сообщил, что на месте падения Boeing 777 обнаружены останки 282 погибших. Согласно данным Malaysia Airlines, всего в результате катастрофы погибли 298 человек. Вечером поезд с телами жертв авиакатастрофы направился в Харьков. По словам премьер-министра Нидерландов Марка Рютте, украинские власти согласились на то, чтобы процесс опознания был организован в Нидерландах.
22 июля сотрудники группы Интерпола по расследованию происшествий начали в Харькове процедуру предварительного опознания тел погибших.
23 июля пресс-служба ДНР сообщила, что ещё 16 тел погибших находятся под обломками фюзеляжа на месте падения лайнера и будут эвакуированы «по проведении необходимых работ».
23 июля первые 40 тел были перевезены двумя военно-транспортными самолётами в Эйндховен. После траурной церемонии процессия из 40 катафалков направилась на военную базу в Хилверсюме, где должна была проводиться процедура идентификации останков. 24 июля в Нидерланды были доставлены тела ещё 74 жертв авиакатастрофы.
7 августа 2014 года в связи с угрозой жизни членов группы международных экспертов, работавших на месте катастрофы, было объявлено о завершении первой фазы поисков обломков самолёта и тел погибших пассажиров. По информации Государственной комиссии по расследованию причин катастрофы, неисследованными остались «менее трёх территориальных зон, где находятся обломки».
По состоянию на 27 марта 2015 года были опознаны 296 тел погибших. Последние поисковые работы на месте катастрофы прошли с 18 по 28 апреля 2015 года, было собрано 2500 фрагментов тел жертв катастрофы (по данным МЧС ДНР). 2 мая в Нидерланды были доставлены останки 7 человек.

### Бортовые самописцы

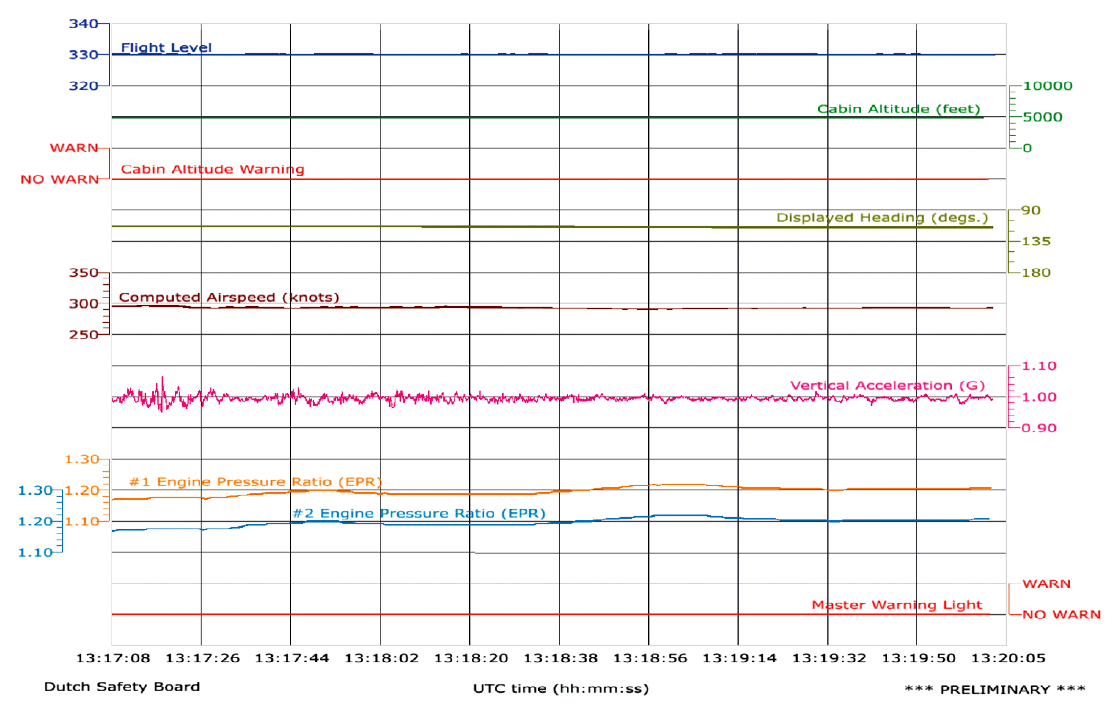
Данные бортового самописца рейса MH17 за последние минуты полёта

Власти самопровозглашённой Донецкой Народной Республики (ДНР) через несколько часов после катастрофы заявляли, что обнаруженные на месте катастрофы оба бортовых самописца рейса MH17 будут переданы на экспертизу в Россию, в Межгосударственный авиационный комитет (МАК). Министр иностранных дел России Сергей Лавров 18 июля заявил, однако, что Россия не будет забирать самописцы.
В ночь с 21 на 22 июля 2014 года глава правительства ДНР Александр Бородай в присутствии наблюдателей ОБСЕ и журналистов передал бортовые самописцы представителям Малайзии. Малайзийские представители, в свою очередь, передали самописцы экспертам из Нидерландов.
Нидерланды согласились взять на себя ведущую роль в расследовании обстоятельств авиакатастрофы в тесном сотрудничестве с соответствующими странами, ООН и ICAO. 23 июля было подписано соглашение, которое передавало полномочия от Украины Совету по безопасности Нидерландов. Согласно официальному заявлению Совета по безопасности Нидерландов от 23 июля, именно этот орган «отвечает за координацию всех участвующих в расследовании следователей и групп следователей вовлечённых сторон» — России, Украины, Малайзии, Австралии, Германии, США и Великобритании. Совет по безопасности Нидерландов оставил за собой право самостоятельно определять содержание и сроки всех дальнейших публикаций, касающихся международного расследования обстоятельств авиакатастрофы. Также он пообещал «сосредоточить своё внимание на выяснении фактов, нежели на определении меры вины».
По просьбе Нидерландов расшифровкой бортовых самописцев занялись британские эксперты лаборатории Фарнборо, где ведутся расследования воздушных происшествий с самолётами НАТО в Европе. Было заявлено, что в расшифровке информации бортовых самописцев примет участие представитель Межгосударственного авиационного комитета стран СНГ (МАК).
23 июля ICAO сообщила, что речевой самописец рейса MH17 находится в хорошем состоянии; 25 июля эксперты ICAO подтвердили отсутствие признаков манипуляций с параметрическим самописцем и сохранность модуля памяти, с которого были успешно считаны полётные данные. В этот же день об отсутствии признаков несанкционированного доступа к содержимому самописцев заявил МАК.

### Сбор и вывоз обломков самолёта
Первая операция по вывозу обломков лайнера началась 4 ноября 2014 года. За 6 дней, начиная с 16 ноября, сотни обломков были собраны и перевезены на железнодорожную станцию в городе Торез. Оттуда они поездом были доставлены в Харьков, где большей частью были перегружены на четыре грузовика для отправки в Нидерланды. Первая колонна из двух грузовиков с обломками прибыла на базу ВВС в городе Гилзе-Райен 9 декабря.
В последовавшие за катастрофой месяцы местные аварийно-спасательные службы и жители собирали обломки, которые затем весной 2015 года были перевезены в Нидерланды. Две дополнительные операции по вывозу обломков были проведены в марте и апреле того же года. В ходе одной из таких поисковых операций были найдены и затем изучены части зенитной ракеты.
25 января 2022 года Нидерланды заявили, что не заинтересованы в сборе оставшихся на месте катастрофы фрагментов лайнера.

## Расследование Совета по безопасности Нидерландов (DSB)
23 июля 2014 года Украина передала Совету по безопасности Нидерландов (DSB) полномочия по техническому расследованию причин катастрофы рейса MH17 в соответствии с приложением 13 к Конвенции ICAO.
Совет по безопасности Нидерландов уполномочен вести независимые расследования серьёзных происшествий и катастроф, установления их причин и факторов, способствующих их возникновению. В задачи таких расследований не входит возложение вины или установление ответственности, они проводятся независимо от уголовного расследования — в данном случае, уголовного расследования, проводимого Объединённой следственной группой под руководством Прокуратуры Нидерландов.
Содействие расследованию оказывали эксперты из Австралии (ATSB), Франции (BEA), Германии (BFU), Индонезии (NTSC), Италии (ANSV), Малайзии (DCA), России (Росавиация и МАК), Украины (Национальное бюро по расследованию авиационных происшествий), Великобритании (AAIB), США (NTSB) и Европейского агентства авиационной безопасности.
Помощь предлагали и другие страны, однако на момент публикации предварительного отчёта экспертной группы (9 сентября 2014 года) их представители к расследованию не привлекались ввиду отсутствия необходимости. Кроме того, для контроля соблюдения установленной процедуры расследования привлекались представители ИКАО.

### Реконструкция самолёта
После изучения обломков была проведена реконструкция носовой части разбившегося самолёта.
В течение трёх месяцев на базе ВВС в Гилзе-Райене была осуществлена реконструкция кабины пилотов и салона бизнес-класса. Для этой цели был изготовлен каркас по форме Boeing 777-200, на который были закреплены обломки лайнера. Реконструкция позволила определить последствия поражения для самолёта, угол попадания поражающих элементов ракеты в кабину пилотов и последовательность последующего разрушения лайнера.

### Предварительный отчёт расследования DSB
9 сентября 2014 года DSB опубликовал первый предварительный отчёт международной комиссии по расследованию причин авиакатастрофы. Комиссия пришла к выводу, что самолёт при вылете из Амстердама был полностью исправен. Согласно предварительным данным анализа бортовых самописцев, полёт проходил в штатном режиме вплоть до обрыва записи в 13:20:03 UTC. Последний ответ экипажа самолёта был зафиксирован в 13:19:56 и длился 3 секунды. На следующий запрос диспетчера 13:20:00—13:20:05 ответа не последовало.
Комиссия не смогла получить обломки фюзеляжа для криминологической экспертизы, однако по фотографиям, сделанным на месте катастрофы группами следователей, был сделан вывод о соответствии структуры разрушений в передней части обломков самолёта удару по фюзеляжу большим количеством быстро движущихся мелких предметов, исходящих снаружи самолёта из точки над его носом. Хотя голландские эксперты напрямую не утверждали, что самолёт был уничтожен ракетой, эта и многие другие формулировки, приведённые в тексте доклада, позволяли предположить именно это. По расположению обломков комиссия сделала вывод о разрушении самолёта в воздухе, причём расположение обломков носа ближе к точке обрыва записи свидетельствует о том, что носовая часть оторвалась первой, в то время как центральная и хвостовая части фюзеляжа ещё продолжали падение с движением вперёд.
В предварительном отчёте по техническому расследованию причин катастрофы DSB на основании установленных по делу фактов разбираются различные версии причин авиакатастрофы, отталкиваясь от установленных повреждений на найденных обломках, записи бортовых самописцев, данных радарного наблюдения и прочих доказательств. DSB не обнаружило признаков технической неисправности самолёта или ошибок экипажа. Исходя из показаний бортовых самописцев и данных наземных диспетчерских служб, голландские эксперты констатируют, что рейс MH17 выполнялся в штатном режиме до 17:20:03 MSK, когда записи самописцев внезапно оборвались.
В приложении G к окончательному отчёту были опубликованы переговоры днепропетровских авиадиспетчеров с экипажем рейса MH17, а также со своими коллегами из ростовского района полётной информации.
Сокращения
- MH17: Один из пилотов
- DNP: Днепропетровский центр управления воздушным движением
- RST: Ростовский центр управления воздушным движением

| Время (UTC) | В эфире                    | Текст сообщения (перевод)                                                                                        |
| ----------- | -------------------------- | --- |
| 13:08:00    | MH17 к DNP                 | Днепр-Радар, Малайзийские один семь, эшелон полёта 330. (англ.)                                                  |
|             | DNP к MH17                 | Малайзийские один семь, Днепр-Радар, добрый день, радарный контакт. (англ.)                                      |
|             | MH17 к DNP                 | Малайзийские один семь. (англ.)                                                                                  |
| 13:19:21    | DNP к RST                  | Да. |
|             | RST к DNP                  | Так, Днепр, Ростов один. Вы Малайзийскому можете дать курс на Ростов, в точку RND, там у нас сходятся три штуки? |
|             | DNP к RST                  | Малайзийскому семнадцатому?                                                                                      |
|             | RST к DNP                  | Да, потом мы его вернём на TIKNA.                                                                                |
|             | DNP к RST                  | Хорошо. |
|             | RST к DNP                  | Да, точка RND.                                                                                                   |
|             | DNP к RST                  | Хорошо. |
|             | RST к DNP                  | Ага, спасибо. |
| 13:19:49    | DNP к MH17                 | Малайзийские один семь, из-за движения следуйте прямо к точке ROMEO NOVEMBER DELTA. (англ.)                      |
| 13:19:56    | MH17 к DNP                 | ROMEO NOVEMBER DELTA, Малайзийские один семь. (англ.)                                                            |
| 13:20:00    | DNP к MH17                 | Малайзийские один семь, и после точки ROMEO NOVEMBER DELTA ожидайте спрямление на TIKNA. (англ.)                 |
| 13:21:10    | DNP к MH17                 | Малайзийские один семь, как поняли? Малайзийские один семь, Днепр-Радар. (англ.)                                 |
| 13:21:28    | Прекращение передачи ADS-B | Прекращение передачи ADS-B                                                                                       |
| 13:21:36    | DNP к MH17                 | Малайзийские один семь, Днепр-Радар. (англ.)                                                                     |
| 13:22:02    | DNP к MH17                 | Малайзийские один семь, Днепр-Радар. (англ.)                                                                     |
| 13:22:05    | RST к DNP                  | Слушаю, Ростов.                                                                                                  |
|             | DNP к RST                  | Ростов, а вы малайзийца семнадцатого наблюдаете по… по ответу?                                                   |
|             | RST к DNP                  | Да нет. Что-то начала разваливаться метка его.                                                                   |
|             | DNP к RST                  | Ну у нас тоже. И на вызовы не отвечает.                                                                          |
|             | RST к DNP                  | И не отвечает на вызовы, да?                                                                                     |
|             | DNP к RST                  | Да. И не видим пока его. То есть ему дали отворот, он подтвердил и…                                              |
|             | RST к DNP                  | И всё, да? |
|             | DNP к RST                  | Да, и исчез. |
|             | RST к DNP                  | Сейчас, подожди, я попрошу.                                                                                      |
|             | DNP к RST                  | В пассиве там ничего у вас не наблюдается?                                                                       |
|             | RST к DNP                  | Не, не, не, ничего. Ничего не видим.                                                                             |
|             | DNP к RST                  | Ну хорошо, сейчас мы зовём их сюда.                                                                              |

Около сотни страниц отчёта посвящены анализу альтернативных объяснений катастрофы. Даётся последовательное опровержение следующим версиям:
- Украинские авиадиспетчеры якобы снизили высоту полёта рейса МН17 (такого указания от них не поступало);
- Украинские авиадиспетчеры якобы отправили самолёт за пределы «воздушного коридора» (выход за пределы коридора был осуществлён по инициативе пилотов, а самолёт был сбит уже после возвращения в коридор);
- Вблизи самолёта якобы были зафиксированы другие самолёты (ближайшие находились на удалении более 33 километров);
- Самолёт был якобы поражён огнём авиапушки или ракетой «воздух-воздух» (следы поражения не соответствуют этим версиям).

Рассматривались также экзотические версии повреждения лайнера в результате случайного попадания метеорита или «космического мусора» (остатков спутников и космических аппаратов). После подробного рассмотрения эти версии были отвергнуты.

### Окончательный отчёт расследования DSB
Окончательный отчёт расследования DSB был опубликован 13 октября 2015 года.
В соответствии с требованиями ICAO, проект окончательного отчёта по расследованию авиакатастрофы малайзийского самолёта был разослан заранее (1 июля 2015 года) для согласования с авиационными властями государств, участвовавших в проведении расследования. Материалы были отправлены представителям семи стран: Малайзии, Украины, России, США, Великобритании, Австралии и Нидерландов. Собранные замечания были обработаны и учтены при формировании окончательного отчёта.
13 октября 2015 года Совет по безопасности Нидерландов (DSB) опубликовал финальную версию отчёта технического расследования. Ещё в предварительном отчёте был сделан вывод, что самолёт разрушился в воздухе после попадания в него большого количества небольших высокоэнергетических объектов. В конечном счёте делается вывод, что самолёт был сбит ракетой «земля-воздух». Исходя из свойств обломков, найденных в районе катастрофы, а также осколков, извлечённых из тел членов экипажа и пассажиров самолёта, а также его конструкции, делается вывод об их соответствии поражающим элементам и обломкам только одного распространённого в регионе типа боеголовок — 9Н314М, которыми могут оснащаться ЗУР 9М38 и 9М38М1, которые, в свою очередь, могут применяться в составе ЗРК «Бук», «Бук-М1» и «Бук-М1-2» (при этом ЗУР 9М38 ЗРК «Бук» базовой модификации, по данным изготовителя — концерна «Алмаз-Антей» — оснащается другой, упрощённой модификацией боевой части — 9Н314, которая имеет другой, нежели боевая часть 9Н314М, набор поражающих элементов).
На основании математического моделирования взрыва подобной боеголовки, в том числе по данным о её структуре, предоставленным наследником производителей этих боеголовок — российским концерном «Алмаз-Антей», путём сравнения с наблюдаемой структурой повреждений  определены место подрыва, пространственная ориентация и скорость ракеты в момент взрыва. Делается вывод, что определённое место взрыва (левее и выше кабины пилотов) согласуется с работой взрывателя ракеты по данным, предоставленным концерном «Алмаз-Антей», а также с примерным положением точки подрыва по методу лучей и по триангуляции звукового сигнала на последних миллисекундах звукозаписи бортовых самописцев.  Полученная ориентация и скорость ракеты с учётом определённых для них погрешностей позволяют установить вероятное расположение места запуска — наземную фигуру площадью около 320 км². Далее в отчёте установлена последовательность разрушения самолёта в воздухе, отмечено, что пассажиры, вероятнее всего, были мертвы, без сознания или в помрачённом состоянии сознания до момента падения обломков самолёта на землю.
Вторая часть отчёта содержит анализ рисков и практики полётов гражданской авиации над районами активных боевых действий, а также анализ действий различных стран, затрагивающих гражданскую авиацию, связанных с аннексией Крыма России и проблемой его принадлежности, и затем вооружённым конфликтом на востоке Украины. Делается вывод о том, что украинские службы, отвечающие за организацию воздушного движения, в недостаточной степени учли имевшиеся риски — в частности, две предшествующие катастрофы военной авиации ВСУ, которые, по заявлениям украинской стороны, произошли выше эффективной высоты применения ПЗРК. В то же время отмечается отсутствие фактической практики полного запрета полётов гражданской авиации над зонами боевых действий в мире.

### Реакция на результаты технического расследования DSB
Президент Украины Пётр Порошенко в интервью американскому телеканалу «CNN» отверг выводы Совета по безопасности Нидерландов (DSB), касающиеся недостаточности мер по обеспечению безопасности полётов над украинской территорией. Он заявил, что Украина в соответствии с рекомендациями Международной организации гражданской авиации (ИКАО) закрыла воздушное пространство до высоты 9725 метров. «У нас не было никакой информации, которая свидетельствовала о необходимости закрыть его выше этой отметки», — заявил Порошенко.
МИД РФ назвал расследование DSB предвзятым и исполняющим «политический заказ»
14 октября 2015 года уполномоченный представитель РФ в международном техническом расследовании катастрофы замглавы Росавиации Олег Сторчевой на пресс-конференции раскритиковал отчёт DSB, заявив о его нелогичности и о том, что он сфальсифицирован. По его заявлению, Росавиация считает, что нидерландское следствие не смогло доказать наличие поражающих элементов-двутавров, однозначно указывающих на боевую часть 9Н314М. 14 января 2016 года Олег Сторчевой направил в DSB письмо с критикой отчёта и выводами российской стороны для отражения в окончательном отчёте. 25 февраля 2016 года DSB отправило ответ на это письмо, указывая, что после внимательного рассмотрения вопросов, поднятых российской стороной, было обнаружено, что они рассматривались в отчёте или приложениях к нему либо не являлись предметом технического расследования, в результате чего письмо не содержит никакой новой и важной информации.
Действующая независимо под руководством Государственной прокуратуры Нидерландов Международная следственная группа JIT 13 октября 2015 года объявила, что их выводы пока совпадают с изложенными в окончательном отчёте DSB. Более того, группа JIT сообщила, что имеет сведения о конкретных лицах, которые могут быть причастны к пуску ракеты.

## Уголовное расследование Объединённой следственной группы (JIT)
Уголовное расследование катастрофы рейса MH17 было инициировано властями Украины, Малайзии, Нидерландов, Австралии и США. 28 июля при содействии агентства «Евроюст» состоялось совещание представителей Интерпола, Европола, Украины и 11 стран, чьи граждане находились среди жертв авиакатастрофы, имевшее целью координацию и ускорение расследования. 7 августа по результатам прошедшего совещания была сформирована Объединённая следственная группа (JIT), в которую вошли представители Нидерландов, Бельгии, Австралии и Украины, занявшаяся уголовно-правовым расследованием авиакатастрофы. Руководство группой взяла на себя прокуратура Нидерландов. Бельгия вошла в состав JIT, поскольку для её создания требовалось участие как минимум двух стран - членов полицейской службы Евросоюза Европол, однако её участие было формальным. Соглашение о создании следственной группы является секретным, поскольку содержит положение о неразглашении.
Изначально Малайзию не включили в состав JIT (хотя разбившийся самолёт принадлежал малайзийской авиакомпании, был зарегистрирован в Малайзии и среди погибших было 43 гражданина этой страны), и она смогла к ней присоединиться в качестве полноправного члена лишь спустя несколько месяцев. Малайзии для этого даже пришлось пойти на отказ от сотрудничества с Советом по безопасности Нидерландов (DSB), ведущим техническое расследование (впоследствии в правительстве Малайзии подтвердили, что отказ от сотрудничества с Советом по безопасности был намеренным, и сотрудничество началось лишь после урегулирования вопроса об участии Малайзии в Объединённой следственной группе). 28 ноября 2014 года прокуратура Нидерландов известила Малайзию о том, что она будет принята в JIT в качестве полноправного члена, а 4 декабря в Гааге состоялось координационное совещание Евроюста, на которое были приглашены руководители прокуратуры и полиции Малайзии. В конце марта 2015 года представители нидерландской прокуратуры посетили Малайзию для окончательного оформления соглашений о её полноправном членстве в Объединённой следственной группе (JIT).
30 марта 2015 года голландская полиция и прокуратура опубликовали видеообращение от международной следственной группы к возможным свидетелям использования и транспортировки ЗРК «Бук».

### Предварительный доклад JIT 2016 года
28 сентября 2016 года был опубликован предварительный доклад JIT. В докладе сообщалось, что комиссия пришла к выводу о том, что самолёт был сбит ракетой 9М38 ЗРК «Бук», при этом прочие версии катастрофы были отвергнуты на основе анализа, подобного проведённому в техническом отчёте. По версии комиссии, запуск ракеты был осуществлён из района посёлка Первомайский, который на этот момент контролировали силы ДНР, — это было установлено первично путём триангуляции дымного следа от ракеты по фотографиям, попавшим в распоряжение следствия, а затем подтверждено показаниями свидетелей. Также следствие утверждает, что ЗРК «Бук», сбивший самолёт, прибыл из России, а после катастрофы был вывезен обратно на её территорию, что вытекает из свидетельских показаний, перехваченных переговоров пророссийских формирований, фото- и видеоматериалов (как из социальных сетей, так и полученных следствием и никогда ранее не публиковавшихся), спутниковых снимков и данных разведок США и Нидерландов.
В 2017 году JIT продолжала работу по выяснению того, кто транспортировал ЗРК «Бук», сопровождал его, нажимал на кнопку пуска ракеты и давал приказ. В интервью спецкору «Новой газеты» Павлу Каныгину глава JIT Фред Вестербеке (нидерл. Fred Westerbeke) подчеркнул, что помимо исполнителей для следствия крайне важно установить «руководителей, командиров, вертикаль, по которой спускалось решение, связанное с „Буком“ и его переброской на территорию Украины».
В декабре 2017 года Комитет по разведке и безопасности парламента Великобритании опубликовал ежегодный доклад. В нём указано, что зенитно-ракетная установка «Бук», которой был сбит рейс MH17, была ввезена на территорию Украины российскими военными.

### Доклад JIT 2018 года
24 мая 2018 года Объединённая следственная группа (JIT) выпустила очередной доклад, в котором были подтверждены выводы исследовательской группы Bellingcat о задействовании в атаке ЗРК «Бук», стоящего на вооружении 53-й зенитной ракетной Берлинской бригады. Результаты экспертной комиссии были основаны на анализе технических данных самого «Бука», уникальных отличительных признаках установки, производившей пуск, а также на материалах российских очевидцев транспортировки ЗРК из Курска к границе с Украиной. В презентации следственной группы была приведена хронология движения комплекса «Бук» из Курска через Старый Оскол и Миллерово с 23 по 25 июня, а также предварительно установлен тип и серийный номер ракеты, поразившей авиалайнер.

### Подозреваемые
19 июня 2019 года международная следственная группа (JIT) заявила, что подозревает четверых человек: бывшего министра обороны ДНР Игоря Гиркина (Стрелкова), Леонида Харченко, Олега Пулатова и Сергея Дубинского.
В сентябре 2019 года депутат европарламента Кати Пири (англ. Kati Piri) в интервью DW сообщила, что международная следственная группа и нидерландский прокурор распространили письмо, в котором рассматривают в качестве подозреваемого бывшего командира ПВО ДНР Владимира Цемаха. Также в качестве подозреваемого Цемах фигурирует в письме прокурора Нидерландов Фреда Вестербеке, которое он отправил в Генпрокуратуру Украины. В июне 2019 года Цемах в результате спецоперации был захвачен СБУ на территории, контролировавшейся ДНР, и доставлен на украинскую территорию, но уже 7 сентября был передан украинскими властями России в рамках двустороннего обмена удерживаемыми лицами в формате «35 на 35».
В ноябре 2019 года JIT выступила с новым обращением к свидетелям и обнародовала новые записи перехваченных разговоров, в том числе переговоры помощника президента России Суркова, бывшего премьер-министра ДНР Бородая и бывшего министра обороны ДНР Стрелкова. В обращении к свидетелям говорится, что у JIT имеется информация, которая указывает на то, что влияние Российской Федерации распространялось на административные, финансовые и военные вопросы ДНР.
В феврале 2020 года прокуратура Нидерландов предъявила обвинения Гиркину (Стрелкову), Пулатову, Дубинскому и Харченко, а уже в марте начался судебный процесс над ними.
В апреле 2021 года в распоряжении голландских журналистов Нидерландской вещательной корпорации (NOS) оказались записи порядка тысячи телефонных разговоров, которые вели подозреваемые в деле о катастрофе рейса MH17 Гиркин, Дубинский, Пулатов и Харченко в июле и августе 2014 года; как утверждается в этих записях, обсуждалась поставка зенитно-ракетного комплекса «Бук», а затем — его вывоз из Донецкой области. Данные записи разговоров противоречат утверждениям Дубинского и Пулатова, так как ранее они заявляли, что не имеют никакого отношения к катастрофе. Некоторые из этих записей разговоров были опубликованы на телевидении. Отмечается, что записи были сделаны спецслужбами Украины и переданы нидерландским следователям. В судебном процессе защита Пулатова не оспаривала того, что в телефонных разговорах, которые были перехвачены и обнародованы Службой безопасности Украины, действительно звучит его голос.

## Версии

### Причастность вооружённых формирований ДНР и военных России

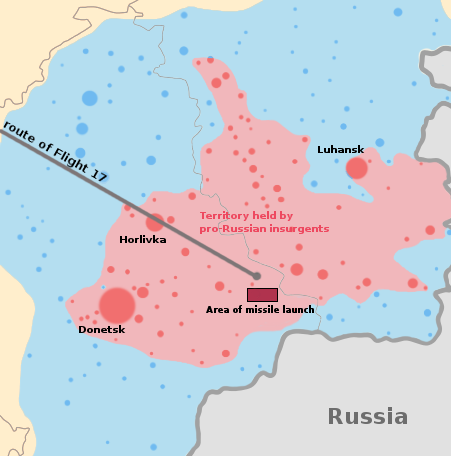
Место падения рейса MH17
----
(линия) — маршрут рейса MH17
Предполагаемое место запуска ракеты (по данным «The New York Times» от Госдепартамента США)
Территория, контролировавшаяся ДНР и ЛНР на день авиакатастрофы

Президент Украины Пётр Порошенко в своём заявлении, сделанном сразу же после катастрофы, обвинил в случившемся Россию и вооружённые формирования ДНР, ссылаясь на перехваченные СБУ переговоры лидера сепаратистов с полковником Главного разведывательного управления России (ГРУ) Василием Гераниным.
18 июля президент Парламентской ассамблеи ОБСЕ Илкка Канерва заявил о наличии явных признаков того, что самолёт был сбит ракетой, запущенной из районов, контролируемых ДНР. С аналогичными заявлениями выступил президент США Барак Обама.
СБУ обнародовала запись разговора бойцов ДНР, где говорится, что группа Минёра сбила самолёт и он упал за Енакиевом, а затем — что самолёт оказался гражданским. Представитель руководства ДНР Сергей Кавтарадзе заявил, что утверждения СБУ о перехваченных радиопереговорах казаков является «непрофессиональной пропагандой». Кроме того, представитель ДНР заявил, что фигурирующие в переговорах сепаратисты были далеко от места событий, а чернухинский блокпост, с которого, как утверждается по информации из записи, сбили самолёт, находится уже в Луганской области.
В соответствии с информацией СБУ, в перехваченных переговорах участвовал Игорь Безлер, который доложил «своему куратору полковнику ГРУ РФ В. Геранину о только что сбитом боевиками гражданском самолёте». Специальный корреспондент «Коммерсанта» вечером 17 июля связался с Гераниным, который сказал, что не в курсе событий и обсуждения самолёта не было.

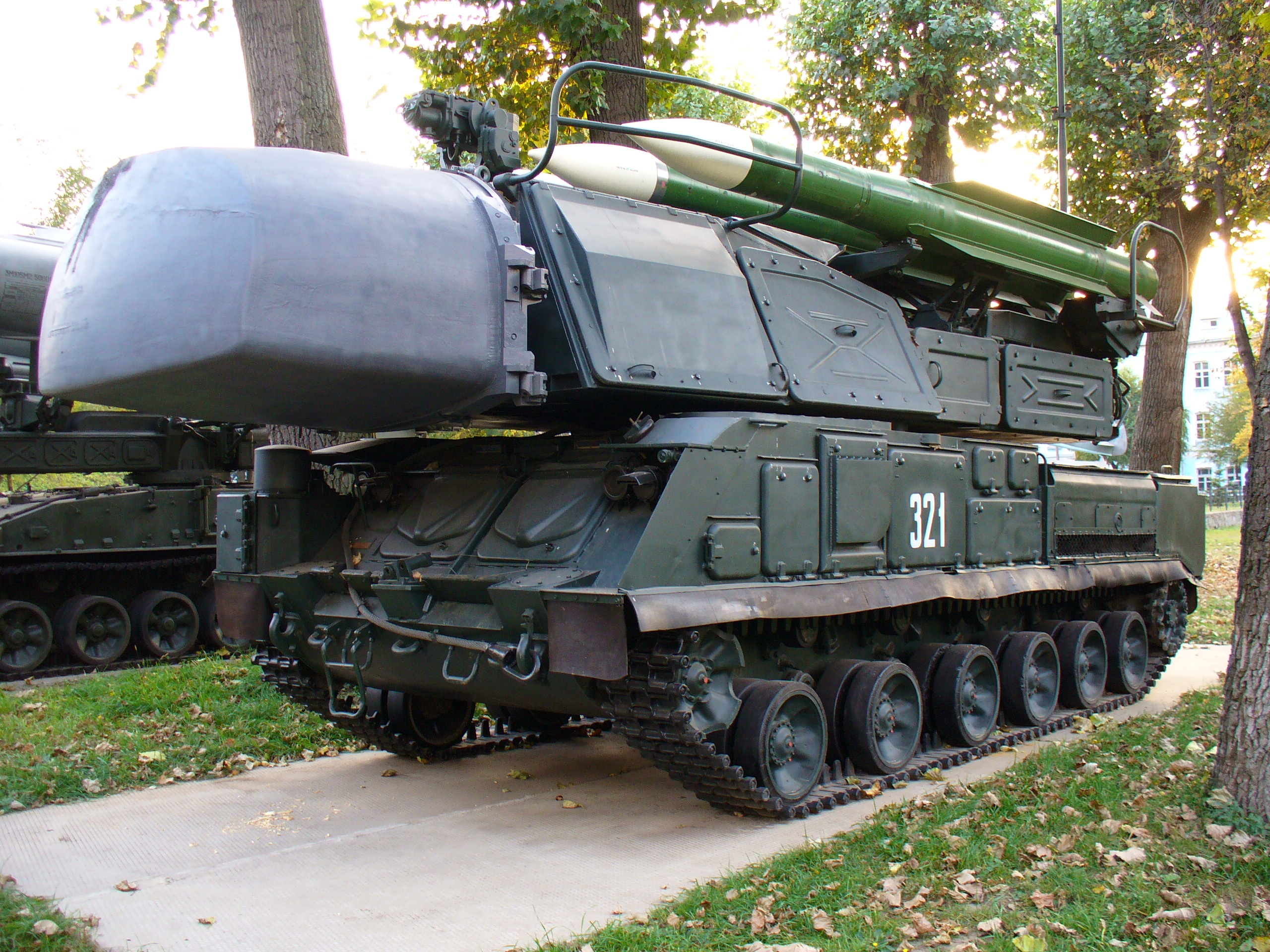
Самоходная огневая установка ЗРК «Бук-М1» (СОУ 9А310М1)

По предположению советника министра внутренних дел Украины Антона Геращенко, самолёт был сбит бойцами ДНР с помощью зенитно-ракетного комплекса «Бук». Он опубликовал фотографии инверсионного следа, оставленного, по его утверждению, ракетой ЗРК «Бук». Геращенко заявил, что снимок был сделан «из 3-го микрорайона города Торез с запада на восток». Аутентичность снимка затем была подтверждена Объединённой следственной группой (JIT).
Руководство ДНР заявило, что не имеет оружия, способного сбить самолёт на такой высоте. Но ранее политолог Сергей Кургинян заявлял, что на вооружении у формирований ДНР есть установки «Бук». Хотя в момент заявления это утверждение в ДНР не опровергалось, впоследствии, после катастрофы малайзийского Boeing 777, Кургинян был объявлен ими «предателем и провокатором».
29 июня 2014 года пресс-служба ДНР официально сообщила о переходе под контроль ДНР территории части ПВО в Авдеевке (в/ч А-1402, зенитно-ракетный дивизион «Бук-М1» 156-го Донецкого зенитно-ракетного полка воздушного командования «Центр» Воздушных Сил Украины), где вооружённым формированиям ДНР удалось захватить радиолокационные станции обнаружения целей (9С18М1 «Купол») и пуско-заряжающую установку (9А39М1). Однако пресс-секретарь информационно-аналитического центра Совета национальной безопасности и обороны Украины Андрей Лысенко уже на следующий день (подтвердив факт перехода части под контроль ДНР) официально заявил:

По решению командира вся техника [дивизиона] выведена из строя и не работает, боевикам осталась только территория, ими также занят штаб части ПВО. Захваченный ЗРК — нерабочий. Остальные, работающие, находятся на других стратегических объектах.
По словам пресс-офицера Генерального штаба Вооружённых сил Украины подполковника Алексея Дмитрашковского, были захвачены два грузовика и один нерабочий ЗРК «Бук». Генеральный прокурор Украины Виталий Ярема также заявил, что бойцы ДНР не захватывали исправные украинские зенитно-ракетные комплексы типов «Бук» или С-300.
По сообщениям украинской стороны, журналистов и руководителей ДНР, попавшие в руки вооружённых формирований ДНР украинские комплексы «Бук» находились в небоеспособном состоянии. Поддерживающий ДНР российский политолог Сергей Кургинян высказывал предположение, что вооружённым формированиям удалось починить один украинский комплекс.
Как заявляла украинская сторона, у бойцов ДНР есть как минимум два комплекса, прибывших из России. По словам Дмитрия Тымчука, в день катастрофы в регионе была зафиксирована колонна вооружённых формирований ДНР с ЗРК «Бук».
20 июля 2017 года во время дебатов с Алексеем Навальным Игорь Стрелков заявил следующее: «Все средства противовоздушной обороны, которые были у меня в распоряжении, включали пять ЗРК „Игла“ и одну „Стрела-10“. Упомянутые зенитно-ракетные комплексы предназначены для поражения воздушных целей на малых высотах».
Корреспондент «Associated Press» Питер Леонард (англ. Peter Leonard) в своём репортаже, переданном 17 июля, сказал, что один из корреспондентов АП видел зенитный комплекс «Бук» в Снежном, находящимся под контролем ДНР. Позднее в журнале «Paris Match» была опубликована фотография, на которой, по утверждению журналиста, им был запечатлён «Бук» в пригородах Донецка на дороге в Снежное утром 17 июля.
18 июля глава МВД Украины Арсен Аваков на своей странице в Facebook заявил, что подразделениями скрытого наблюдения МВД был зафиксирован тягач с «Буком», двигавшийся по направлению через Краснодон, в сторону границы с Россией. Также МВД Украины опубликовало видео, на котором запечатлено данное событие. На следующий день он уточнил, что «съёмка сделана в Луганске», а 22 июля указал координаты проведения съёмки — 48°32′45″ с. ш. 39°15′53″ в. д..
Начальник департамента СБУ Виталий Найда опубликовал сообщение, что ночью 18 июля в Россию были вывезены три пусковых установки «Бук-М» и, предположительно, модуль управления комплексом. Ссылаясь на неназванные источники, «The Wall Street Journal» и «The Washington Post» также сделали сообщения о попытке вывоза установок в Россию с Украины. 18 июля 2014 года официальный представитель Пентагона Джон Кирби заявил, что у него нет конкретной информации по поводу комплекса «Бук», совершающего переход границы из России на Украину, отметив, что «это [„Бук“] сложная система, и трудно предположить, что сепаратисты могли использовать её без, по крайней мере, какой-то поддержки со стороны России». 19 июля Государственный департамент США сообщил, что вывод о том, что Boeing 777 был сбит ракетой комплекса «Бук» с территории, которая контролируется ДНР, основан на следующем: был зафиксирован пуск ракеты с территории, которая контролируется ДНР, имеются записи переговоров сепаратистов, опубликованные СБУ, имеются фотографии и видео перевозки ЗРК «Бук» в социальных сетях.

#### Участие российских войск
По версии главы Службы безопасности Украины (СБУ) Валентина Наливайченко, зенитный ракетный комплекс «Бук», которым был сбит самолёт, был переправлен с территории России вместе с экипажем, что подтверждается перехваченными разговорами. МВД Украины заявило, что имеются доказательства причастности к катастрофе российских кадровых военных.
Генерал армии Украины Николай Маломуж заявил, что комплексом «Бук», сбившим самолёт, могли управлять только опытные специалисты высокой квалификации. Этой же версии придерживаются и другие эксперты. По его предположению, это были специально переброшенные российские военные.
18 июля СБУ объявила о задержании на украинско-российской границе в Донецкой области двух «корректировщиков огня из России», которых обвиняют в причастности к катастрофе. Представитель СБУ также заявил, что экипаж установки ЗРК «Бук», с которой запущена сбившая самолёт ракета, — трое российских военнослужащих, и СБУ намерена выяснить их фамилии. Министерство обороны России сделало официальное заявление, что ни российская военная техника, ни военный персонал государственную границу с Украиной не пересекали.
19 июля руководитель департамента контрразведки СБУ Виталий Найда заявил: «У нас имеются безупречные доказательства того, что террористический акт был спланирован и совершён с участием представителей Российской Федерации. Следствие чётко знает, что членами экипажа установки „Бук“ были граждане РФ».
23 июля командир батальона ДНР «Восток» Александр Ходаковский в интервью журналистам рассказал о перемещении ЗРК «Бук» из Луганска в сторону Снежного. Он предположил, что «Бук» был привезён из России и потом отправлен обратно для ликвидации доказательств его присутствия на Украине.
7 августа 2014 года СБУ сообщила, что есть вероятность того, что вместо малайзийского Boeing 777 российские военные хотели сбить самолёт Airbus A320 российской авиакомпании «Аэрофлот», следовавший рейсом SU2074 Москва—Ларнака, с целью создать повод для начала войны против Украины, однако бойцы ДНР перепутали одноимённые посёлки. Как планировалось, ЗРК «Бук», по замыслу кураторов из России, должен был находиться в районе населённого пункта Первомайское, находящегося на расстоянии менее 20 километров к северо-западу от Донецка, но был расположен в районе другого населённого пункта Первомайское, находящегося на расстоянии более 70 километров к юго-востоку от Донецка.
«Новая газета» 6 июня 2019 года опубликовала документы, косвенно свидетельствующие о причастности к катастрофе российских военных.
В апреле 2020 года русская служба «Би-би-си», а также «The Insider» совместно с «Bellingcat» опубликовали материалы, в которых раскрывалась личность фигуранта официального расследования Объединённой следственной группы (JIT) под псевдонимом «Владимир Иванович», который согласовывал все поставки тяжёлой военной техники через российско-украинскую границу. В опубликованных JIT телефонных переговорах представители ДНР между собой называли «Владимира Ивановича» командиром всей операции, проводившейся на востоке Украины, а бывший министр обороны ДНР Игорь Стрелков упоминал, что подчиняется его приказам. По данным изданий, псевдонимом «Владимир Иванович» мог пользоваться замглавы Погранслужбы ФСБ Андрей Бурлака.

#### Версия экспертно-журналистской группы «Bellingcat»
В конце 2015 года голландская прокуратура получила отчёт экспертно-журналистской группы «Bellingcat», который содержал, в частности, список из 20 имён российских военных, которые, как полагает группа, могут быть причастны к катастрофе малайзийского самолёта под Донецком. Эксперты «Bellingcat» также пришли к выводу, что часть ответственности за трагедию MH17 несут высшие чины российской армии:
- командир зенитного ракетного соединения Западного военного округа полковник Алексей Золотов,
- командующие 20-й гвардейской общевойсковой армией ЗВО генерал-майор Александр Лапин (до 8 июля 2014) и Александр Чайко (с 8 июля 2014),
- начальник войск противовоздушной обороны и авиации ЗВО Андрей Коханов,
- командующий войсками ПВО Сухопутных войск Вооружённых Сил России Александр Леонов,
- командующий войсками Западного военного округа Анатолий Сидоров,
- главнокомандующий сухопутными войсками России Олег Салюков,
- министр обороны России Сергей Шойгу вместе с заместителями Валерием Герасимовым и Аркадием Бахиным,
- президент и верховный главнокомандующий ВС России Владимир Путин[195][196].

Существует версия о причастности к транспортировке ЗРК, которым был сбит лайнер, полковника российской армии Сергея Дубинского, генерала Николая Ткачёва (позывной «Дельфин»), генерала ГРУ (и бывшего министра обороны Южной Осетии) Олега Иванникова (позывной «Орион»). 25 мая 2018 года в Минобороны России заявили, что российские офицеры, которые фигурируют в докладе британской организации Bellingcat, давно были «уволены с военной службы и род их занятий неизвестен».
По версии Bellingcat, зенитная установка «Бук», из которой был сбит рейс MH17, скорее всего принадлежала российской 53-й зенитной ракетной Берлинской бригаде войск противовоздушной обороны Сухопутных войск Российской Федерации, постоянно дислоцирующейся в посёлке Маршала Жукова (Курская область) и тайно действовавшей в Донбассе. Должность командира 2-го дивизиона в тот период, предположительно, занимал подполковник Дмитрий Трунин, его начальником был командир 53-й зенитно-ракетной бригады полковник Сергей Мучкаев. Представитель голландской прокуратуры Вим де Брюн пообещал тщательно изучить доклад и «определить, можно ли его использовать в уголовном расследовании».

#### Заявления спецслужб США
Согласно заявлениям разведки США, сделанным сразу же после катастрофы, малайзийский лайнер был сбит ракетой «земля-воздух». Единственное, в чём расходились американские спецслужбы — это вопрос о том, кто именно сбил самолёт: российская армия или пророссийские формирования, которые, по мнению официальных лиц США, не располагают необходимыми знаниями и умениями, чтобы сбить авиалайнер.
22 июля 2014 года на специально организованном администрацией США брифинге для журналистов представители американской разведки заявили, что спецслужбы США полагают, что пассажирский самолёт «Малайзийских авиалиний» был «по ошибке» сбит бойцами ДНР, которые, по всей видимости, приняли его за военный самолёт. Они признали, что никакой информацией о прямой причастности властей России к случившейся трагедии США не располагают. В то же время ведущие брифинга утверждали, что Россия создала условия, которые и привели в конечном счёте к авиакатастрофе. Кроме того, они обвинили Москву в том, что та продолжает поставлять вооружённым формированиям самопровозглашённых республик вооружения, в том числе средства ПВО и танки. Свои заключения американская разведка обосновывает на имеющихся в её распоряжении фотографиях, полученных со спутников, данных радиоперехвата и сведениях, размещённых в различных социальных сетях.
При этом ведущие брифинга не скрывали, что спецслужбы США подтвердили достоверность далеко не всех таких данных, почерпнутых из открытых источников. Представители спецслужб США отрицали возможность причастности к трагедии Вооружённых сил Украины. По их версии, Вооружённые силы Украины 17 июля не имели в районе катастрофы зенитно-ракетных комплексов, способных поразить малайзийский Boeing 777. В то же время они не исключили версию, что пуск ракеты был осуществлён украинским военным, имевшим соответствующую специальную подготовку, и перешедшим на сторону ДНР.

### Информация в СМИ об Ан-26, сбитом бойцами ДНР
По данным Flightradar24, рейс MH17 прекратил передачу ADS-B после 16:21 по Киевскому времени.
Вскоре после этого на странице, озаглавленной «Сводки от Стрелкова Игоря Ивановича» в социальной сети «ВКонтакте», был размещён текст под заголовком «Сообщение от ополчения», датированный 17:50 MSK (16:50 по Киевскому) 17 июля 2014 года, о том, что в районе Тореза был сбит украинский самолёт Ан-26; позже сообщение было удалено.  Администраторы страницы позже заявили, что брали данные сводок «с форума, где общаются местные жители и ополченцы». 20 июля 2017 года во время дебатов с Алексеем Навальным Игорь Стрелков заявил, что «готов поклясться на Библии, что не писал сообщение о сбитом Ан-26». Также он заявил, что «ополчение Boeing не сбивало». Однако Стрелков отказался обвинять в этом и украинскую сторону, заявив, что других комментариев по этому вопросу он давать не будет.
Вечером того же дня российский информационный телеканал «LifeNews» со ссылкой на неназванных бойцов ДНР сообщал о военно-транспортном самолёте Ан-26 ВВС Украины, сбитом вооружёнными формированиями ДНР с помощью ракеты около 17:30 по местному времени. Также LifeNews в телеэфире и на своём канале на YouTube сообщил, что самолёт был сбит «около 5 вечера по московскому времени» над городом Торезом.
«РИА Новости» сообщило, ссылаясь на свидетельства очевидцев — местных жителей: «Около 16:00 по местному времени над городом (Торезом) пролетал Ан-26. Мы видели, как в него врезалась ракета, раздался взрыв, самолёт пошёл к земле, оставляя за собой чёрный дым. С неба посыпались какие-то обломки».
«Коммерсантъ FM» после известий о катастрофе опубликовал интервью с журналистом газеты «Донецкий кряж» Игорем Сычёвым, который заявил, что «в 17:30 по местному времени в районе Тореза был сбит самолёт ВВС Украины Ан-26. По предварительным данным, он должен был доставлять грузы, людей в районы, окружённые группировкой противника, в районы Саур-Могилы, которая также находится недалеко от Тореза … В 17:30 был сбит Ан-26, а потом уже малайзийский Boeing-777 потерпел катастрофу». Сообщения очевидцев о военно-транспортном самолёте Ан-26 украинских ВВС, сбитом вооружёнными формированиями ДНР с помощью ракеты, также публиковались «ИТАР-ТАСС».
Украина о потере Ан-26 17 июля не сообщала.

### Версии пророссийских сил
Российские СМИ по поводу катастрофы выдвигали множество противоречащих друг другу версий, однако все они оказались дезинформацией и фейками. Голландский суд по делу крушения рейса MH-17 после тщательного анализа всех улик назвал альтернативные версии российской стороны принадлежащими к «области фантазий». Суд также отметил, что все доказательства, предоставленные российской стороной, были опровергнуты как подстроенные или ложные.

#### Версии о причастности украинских военных
По версии руководства ЛНР, лайнер мог сбить украинский штурмовик Су-25. Сходную версию высказывали и российские власти. Также на российском Первом канале показали якобы существующие спутниковые снимки сближения военного Су-27 и гражданского борта, однако на них были явны видны следы фотомонтажа. Эта версия была опровергнута в ходе международного расследования.
Как заявила представитель США в Совбезе ООН Саманта Пауэр, США не считают причастными к инциденту украинских военных: «Украинские военные имели системы SА-11 (Бук) на своих складах, но рядом с этим районом такого оружия не было. А с начала этого кризиса ПВО Украины не выпустило ни одной ракеты, несмотря на то, что их воздушное пространство нарушалось». Украинская сторона, кроме того, указывала, что у неё не было повода запускать ракету «земля-воздух» просто потому, что у неё не было воздушных целей: у вооружённых формирований самопровозглашённых республик отсутствовала авиация.
Российская пропаганда одновременно рассказывала другие версии: про авиадиспетчера из Днепропетровска Анну Петренко, которая якобы исчезла после крушения «Боинга». Или про испанского «диспетчера Карлоса». Также про украинского военного пилота Владислава Волошина, который якобы и сбил «Боинг». Все эти люди были найдены и допрошены следствием.

##### Заявления силовых ведомств России

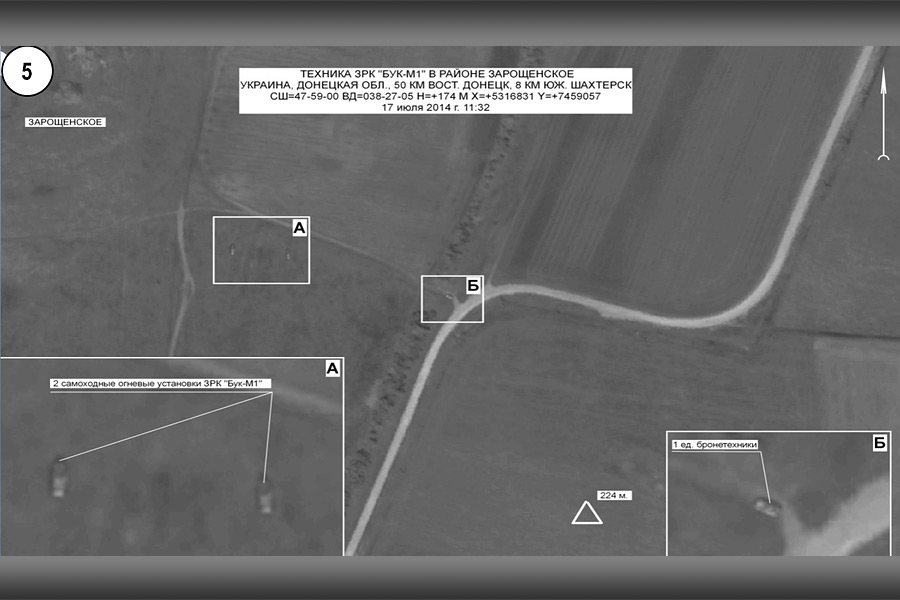
Спутниковый снимок с «украинской техникой возле посёлка Зарощенское», который демонстрировало Минобороны РФ. Снимок подвергся значительному цифровому монтажу.

26 сентября 2016 года Министерство обороны РФ на брифинге заявило, что самолёт не мог быть сбит ракетой, так как продемонстрированные ими записи показаний трассовой радиолокационной станции «Утёс-Т», установленной в поселке Усть-Донецкий под Ростовом-на-Дону и осуществлявшей слежение за воздушным пространством у западной границы России в день гибели самолёта, не показала посторонних объектов рядом с самолётом. «BBC» отметила, что это идёт вразрез со всеми предыдущими версиями российской стороны, каждая из которых предполагала наличие рядом с лайнером либо ракеты, либо украинского военного самолёта. Через 2 дня заместитель главного конструктора трассового радиолокационного комплекса «Утёс-Т» Лианозовского электромеханического завода Виктор Мещеряков заявил, что отсутствие объектов на этих записях указывает на то, что ракета была запущена из посёлка Зарощенское. Однако скоро выяснилось, что и этот район контролировался силами ДНР, а не украинской армией — это подтверждают и перехваты разговоров самих сепаратистов. Кроме того, жители Зарощенского сказали журналистам, что пуска ракеты не слышали. В дальнейшем чиновники, прокремлевские СМИ и концерн «Алмаз-Антей» озвучивали новые места возможного запуска: с поля близ Амвросиевки, из Енакиева, с фабрики севернее Снежного.

## Последствия катастрофы

### Экономические последствия
Катастрофа рейса MH17 привела к снижению таких фондовых индексов, как «Dow Jones» (0,73 %) и S&P 500 (0,77 %). Крупнейший индексный фонд, инвестирующий в российские акции, Market Vector Russia ETF, потерял 7 % от своей стоимости. Так называемый «индекс страха» возрос на 31 % и достиг пика с апреля года. Кроме того, возросли цены на золото и сырую нефть: на 1,3 % и 1,8 %, соответственно.
Катастрофа стала существенным доводом для принятия новых санкций ЕС и США против России и одной из официальных причин.
После катастрофы акции Malaysia Airlines упали на 18 %; и без того убыточная авиакомпания оказалась на грани банкротства. Мгновенное падение средних недельных показателей по бронированию билетов составило 33 %. В августе Кабинет министров Малайзии утвердил самую масштабную реструктуризацию авиакомпании со времён её создания в середине 1970-х годов, предусматривающую сокращение около четверти из 19 500 сотрудников и части дальнемагистральных рейсов. Правительство выделило для национализации авиакомпании около 1,38 млрд ринггитов (429 000 000 $).

### Выплаты компенсаций
Согласно Монреальской конвенции, устанавливающей минимальный уровень ответственности авиаперевозчика за причинение вреда жизни и здоровью пассажира, размер компенсации составляет 113 100 СПЗ, что на момент авиакатастрофы соответствовало около 180 000 $. При этом бремя судебного доказательства невиновности ложится на авиакомпанию, тогда как пассажир (или его родственники) имеет право на получение компенсации.
9 августа 2014 года Malaysia Airlines объявила о выплате родственникам жертв авиакатастрофы разовой безвозмездной компенсации в размере 5000 долларов.

### Судебные иски от родственников погибших
Несколькими группами родственников погибших были инициированы судебные иски против Украины, Малайзии, России и авиакомпании Malaysia Airlines.
Так, родственники трёх погибших граждан Германии возлагают вину за катастрофу на правительство Украины, которое не закрыло воздушное пространство в районе боевых действий, несмотря на то, что ранее в зоне конфликта были сбиты несколько самолётов. Интересы родственников представляет адвокат Эльмар Гимулла (англ. Elmar Gimulla), который утверждает, что правительство Украины не закрыло воздушное пространство в зоне конфликта на высотах 10 000 метров и более из корысти, не желая лишаться доходов от сборов за пролёт воздушного пространства Украины в сумме 2 000 000 € в день. Эту точку зрения разделяет и Симон Вецеман — эксперт стокгольмского института исследований проблем мира (SIPRI).

Каждое государство несёт ответственность за своё воздушное пространство, если оно открыто для полётов. Если же государство не в состоянии обеспечить безопасность, оно должно закрыть своё воздушное пространство. Роль России в трагедии, в свою очередь, неизвестна.
— Эльмар Гимулла
Эльмар Гимулла заявил о намерении подать иск в ЕСПЧ против Украины и против Президента Украины Петра Порошенко с целью взыскать не менее миллиона евро («Иоппа и другие против Украины»). Данный иск был коммуницирован в августе 2016 года.
Семьи восьми погибших австралийцев подали иск в ЕСПЧ против России, Украины, Малайзии и авиакомпании Malaysia Airlines. Представителем потерпевших стал адвокат Джерри Скиннер (англ. Jerry Skinner), добившийся от Ливии миллионных компенсаций для родственников погибших в авиакатастрофе над Локерби в 1988 году.
В июле 2015 года от лица 18 семей погибших в один из судов Чикаго был подан иск на 900 000 000 долларов к экс-министру обороны непризнанной ДНР Игорю Стрелкову (он же И. В. Гиркин). Согласно тексту искового заявления в чикагский суд, «рейс MH17 пролетал над территорией, на которой вела боевые действия армия под командованием Стрелкова, и самолёт был сбит ракетой, пущенной повстанцами». Адвокат родственников жертв трагедии Флойд Уинсер (англ. Floyd Winser) заявил, что суть иска — не в деньгах, а в желании получить ответы от Гиркина и заставить Россию работать с международным трибуналом. 21 декабря 2017 года Окружной суд Северного округа Иллинойса удовлетворил иск, присудив взыскать с Игоря Стрелкова в пользу жертв авиакатастрофы суммарно 400 млн долларов (по 20 млн каждому истцу).
В ноябре 2018 года стало известно о подаче иска против России в ЕСПЧ родственниками 55 жертв катастрофы. Заявители обвинили российские власти в том, что они нарушили их основные права, сбив самолёт, и препятствовали независимому расследованию.
По мнению профессора университета Северной Каролины Марка Гибни (англ. Mark Gibney), в том, что касается юрисдикции Международного суда ООН, Россия в силу слабой по сравнению с существующими судебными прецедентами связи с действиями отрядов ДНР не будет признана судом сколько-нибудь ответственной за катастрофу рейса MH17. Как полагает Гибни, ЕСПЧ, несмотря на принцип ответственности государства за своё воздушное пространство, вряд ли применит его в случае Украины, поскольку исключением из этого принципа являются «чрезвычайные обстоятельства», в том числе военная оккупация территории. В то же время в ЕСПЧ даже в отсутствие твёрдо доказанных фактов, касающихся степени участия российской стороны в атаке на рейс MH17, военно-политическая поддержка, оказываемая Россией «украинским повстанцам», может быть признана нарушением ст. 2 Европейской конвенции по правам человека. Глава Государственной авиационной службы Украины Денис Антонюк отметил, что на момент катастрофы самолёта МН17 воздушное пространство над территорией Донбасса было ограничено для полётов до высоты около 10 000 метров, что существенно выше, чем, к примеру, в Сомали, в котором годами идёт гражданская война.

### Иск Нидерландов к России в ЕСПЧ
10 июля 2020 года правительство Нидерландов обратилось в ЕСПЧ с иском к России в связи с её ролью в катастрофе малайзийского лайнера. По мнению правительства Нидерландов, рейс МН17 был сбит ЗРК «Бук», принадлежавшим России, и правительство России несёт ответственность за смерти пассажиров и членов экипажа, нарушив статьи 2 («Право на жизнь»), 3 («Запрещение пыток») и 13 («Право на эффективное средство правовой защиты») ЕКПЧ.

### Персональные последствия
Выступавшие в суде родственники погибших говорили о невосполнимости понесённой утраты и глубине моральных травм. Многие выражали возмущение позицией России:
«Они лгут. Мы знаем, что они лгут. И они знают, что мы знаем, что они лгут», — эти слова Риа ван дер Стин произнесла с сильным акцентом, но по-русски. 

«Ложь и обман — это постоянная тактика, которую некоторые используют, играя с нами в кошки-мышки. И вопреки этой игре, мы пытаемся установить правду и добиться справедливости для наших погибших родственников», — заявила ван дер Стин. Она добавила, что не сомневается в том, кто сбил самолёт.
Схожие мысли высказывали многие выступавшие. Некоторые напрямую обвинили Россию в причастности к катастрофе рейса МН17.

### Жалоба Нидерландов и Австралии в ICAO
14 марта 2022 года Нидерланды и Австралия подали совместную жалобу на Россию в ICAO по статье 84 Чикагской конвенции. В ней они требовали от Совета ICAO признать Россию виновной в нарушении статьи 3 bis конвенции, которая требует от государств воздерживаться от применения оружия против гражданских самолётов в полёте, и возместить причинённый ущерб. 12 мая 2025 Совет ICAO официально признал Россию ответственной за катастрофу рейса MH17.

### Вторжение России на Украину
31 марта 2022 года шестой президент Украины Владимир Зеленский сделал заявление к Палате представителей Австралии, что «безнаказанное зло» сбитого рейса MH17 привело к вторжению России на Украину. Президент заявил:
Сколько новых трагедий создаст РФ? Безнаказанное зло возвращается окрылённое. Если бы мир наказал РФ за то, что она сделала в 2014, не было бы ни одного из ужасов в Украине в 2022 году.

## Реакция
21 июля 2014 года Совет Безопасности ООН принял резолюцию № S/RES/2166, осуждающую действия, приведшие к гибели рейса MH17, и призвал к всестороннему сотрудничеству всех государств и ответственных лиц при проведении международного расследования причин катастрофы.
Лидеры ряда стран потребовали проведения независимого международного расследования причин катастрофы. Катастрофа рейса MH17 привела к усилению международного давления на Россию. Ряд европейских лидеров возложил ответственность за произошедшее на Россию и высказался за ужесточение санкций.
 Украина
Пётр Порошенко назвал катастрофу террористическим актом. Госавиаслужба Украины после катастрофы полностью закрыла воздушное пространство для гражданских полётов в зоне военных действий. Украинские власти обвинили Россию в том, что она поставляет сепаратистам современное оружие — танки, артиллерию и ракетные системы.
В связи с катастрофой Служба безопасности Украины открыла уголовное производство по статье 258 УК Украины («Террористический акт»).
17 июля 2019 года СБУ задержала предполагаемого водителя тягача, перевозившего ЗРК «Бук», из которой был сбит рейс МН17.
 Россия
Президент Российской Федерации Владимир Путин на совещании 17 июля 2014 года заявил, что «трагедии не произошло бы, если бы на этой земле был мир, <…> не были бы возобновлены боевые действия на юго-востоке Украины. И, безусловно, государство, над территорией которого это произошло, несёт ответственность за эту страшную трагедию».
 США
Власти США заявили, что располагают данными, которые свидетельствуют о том, что авиалайнер был сбит силами ДНР либо с территории, контролируемой ими.
 Малайзия
17 июля 2014 года премьер-министр Малайзии Наджиб Тун Разак заявил, что «на данном этапе Малайзия не может достоверно определить причину трагедии, но мы должны выяснить и выясним в точности, что именно случилось с этим рейсом». Он сказал также, что Малайзия примет непосредственное участие в расследовании и если выяснится, что самолёт был действительно сбит, Малайзия будет настаивать, чтобы виновные были незамедлительно преданы правосудию. 23 июля премьер-министр Малайзии Наджиб Тун Разак заявил, что власти Малайзии считают преждевременным выступать с обвинениями до получения неопровержимых доказательств о причинах катастрофы. По его словам, Малайзия «не будет ни на кого указывать, пока не получит неопровержимые доказательства случившегося».
В 2019 году премьер-министр Малайзии Махатхир Мохамад заявил, что «правительство Малайзии не увидело убедительных доказательств вины России в крушении „Боинга“ компании Malaysia Airlines в Донбассе летом 2014 года».
 Нидерланды
Премьер-министр Нидерландов Марк Рютте объявил 23 июля 2014 года днём национального траура по погибшим в крушении самолёта на Украине. В этот день в Эйндховене приземлились самолёты, на борту которых — останки жертв катастрофы. Здесь же прошла основная траурная церемония в присутствии короля Виллема-Александра, королевы Максимы, премьер-министра, высокопоставленных представителей стран, чьи граждане находились на борту Boeing 777, и родственников погибших. В этот день были приспущены национальные флаги на всех государственных и муниципальных зданиях, а также в голландских посольствах и торговых представительствах за рубежом.
 Австралия
Премьер-министр Австралии Тони Абботт призвал «не позволить России помешать проведению полноценного расследования, которое позволит точно установить, что произошло».

## Проект резолюции Совета безопасности ООН о создании международного трибунала
24 июня 2015 года, спустя почти год после катастрофы, Нидерланды выступили с предложением создать международный трибунал при ООН для уголовного преследования виновных в катастрофе авиалайнера. В июле к этому требованию присоединились Австралия, Бельгия, Великобритания, Новая Зеландия и Украина.
14 июля Малайзия внесла в Совет безопасности ООН проект резолюции с требованием создать международный трибунал, чтобы гарантировать справедливое правосудие для виновных в авиакатастрофе на востоке Украины, сославшись на главу VII Устава ООН «Действия в отношении угрозы миру, нарушений мира и актов агрессии». Министерством иностранных дел России идея проекта резолюции о создании трибунала была названа преждевременной и нелогичной, и контрпродуктивной. Вместо трибунала ООН по катастрофе рейса MH17 Россия предложила назначить спецпосланника ООН по расследованию авиакатастрофы на Украине.
29 июля 2015 года состоялось голосование Совета безопасности ООН по проекту резолюции, предложенному Малайзией. За документ проголосовали 11 из 15 стран - членов Совета безопасности, 3 страны — Китай, Ангола и Венесуэла — воздержались. Воспользовавшись правом вето, Россия заблокировала принятие данной резолюции. Решение России вызвало негативную реакцию у правительств государств, которые поддерживали эту идею, и они заявили о продолжении попыток создания иных судебных механизмов привлечения к ответственности виновных в гибели самолёта.

## Трёхсторонние консультации Россия — Нидерланды — Австралия
Весной и летом 2019 года сообщалось о закрытых консультациях по вопросу ответственности за катастрофу между властями России, Нидерландов и Австралии.
В октябре 2020 года Россия заявила о невозможности дальнейшего участия в них, так как, по мнению МИД РФ, Австралия и Нидерланды не стремятся разобраться в случившемся, а «нацелены лишь на то, чтобы добиться от России признания вины и получения компенсаций для родственников погибших», но тем не менее, сотрудничество с Нидерландами может продолжиться в другом формате. Мэрис Пэйн и Марк Рютте заявили, что они разочарованы решением Москвы.

## Судебный процесс в Нидерландах
В июле 2017 года МИД Нидерландов объявило, что виновные в катастрофе рейса MH17 в случае их выявления будут осуждены в Нидерландах.
21 марта 2018 года в парламент Нидерландов от правительства Нидерландов был направлен законопроект, позволяющий (в случае его принятия) производить судебное преследование в юрисдикции Королевства Нидерланды всех подозреваемых в причастности к катастрофе авиалайнера рейса MH17 в Донбассе. По словам министра юстиции королевства, данный законопроект позволит допросить в суде в Гааге подозреваемых-иностранцев, в том числе и по видеосвязи, если нет возможности их экстрадировать. Сообщается, что суд над обвиняемыми будет происходить в Гааге.
В октябре 2019 года Россия предложила провести судебный процесс над тремя обвиняемыми по делу МН17 в суде на своей территории, Нидерланды отклонили предложение.
9 марта 2020 года в Амстердаме начался суд по делу о катастрофе рейса MH17. Обвиняемые:
- Игорь Гиркин (Стрелков), Россия; полковник запаса ФСБ[306].
- Сергей Дубинский, Россия; старший офицер ГРУ армии России в отставке.
- Олег Пулатов, Россия; подполковник запаса ВДВ армии России.
- Леонид Харченко, Украина; командир разведподразделения ГРУ ДНР.

Все обвиняемые отказались явиться в суд. Олег Пулатов согласился взаимодействовать с судом через адвокатов. Пулатова представляют три адвоката: два нидерландских и один российский.
Слушания проходят в охраняемом судебном комплексе Схипхол, расположенном вблизи одноимённого аэропорта Амстердама. Суд проходит по законам Нидерландов, поскольку большинство из 298 человек, находившихся на борту самолёта, были гражданами этой страны. Ведёт заседания коллегия из пяти судей, трёх постоянных и двух резервных. По оценкам голландской прокуратуры, суд может продлиться 1,5—2 года, если не будет процессуальных задержек, а если возникнут какие-то сложности, слушания могут растянуться на 4-6 лет.
Голландский прокурор Вард Фердинандуссе (нидерл. Ward Ferdinandusse), выступая в суде 9 марта 2020 года, сообщил, что Объединённая следственная группа пришла к выводу, что пусковая установка ЗРК «Бук», которая, по данным следствия, сбила самолёт, была доставлена на территорию Украины из России, а установка, транспортировкой которой занимался офицер ГРУ Олег Иванников, до территории ДНР не добралась по техническим причинам. Судья Хендрик Стинхейс (нидерл. Hendrik Steenhuis) отметил, что суд собирается «проследить всю цепочку вплоть до российского командования», а не явившихся в суд Дубинского, Гиркина, Пулатова и Харченко будут судить отдельно, но в рамках одного судебного процесса.
Засекреченный свидетель под кодовым обозначением М58 — бывший боец вооружённых формирований ДНР, на которого ссылалась сторона обвинения — сообщил, что экипаж «Бука» говорил с «русским акцентом», а рядом с ракетной установкой находились сотрудники российских спецслужб, предположительно ФСБ. По его словам, присутствовавшие на месте запуска ракеты лица «были довольны, когда им сказали, что сбит военно-транспортный самолёт. Однако, когда первые люди вернулись с места крушения, оказалось, что это гражданский борт».
17 ноября 2022 года суд в Гааге признал троих обвиняемых виновными. Им было назначено пожизненное заключение, они должны заплатить 16 млн евро компенсации родственникам погибших. Олег Пулатов был оправдан .

## ЕСПЧ
25 января 2023 года Европейский суд по правам человека (ЕСПЧ) сообщил, что готов рассмотреть иски Нидерландов и Украины к России по предполагаемым нарушениям прав человека во время войны в Донбассе, включая уничтожение рейса MH17.

## Международный суд ООН
31 января 2024 года Международный суд ООН вынес решение по иску Украины против России о спонсировании терроризма и расовой дискриминации, который включал претензии к России за причастность к уничтожению MH17. Суд отклонил большую часть обвинений — в том числе и по сбитому самолёту — со ссылкой на то, что к делу может иметь отношение лишь предполагаемая финансовая поддержка терроризма Россией, а не предоставление вооружения, использующегося для терактов, или тренировка бойцов. В требованиях Украины к России о выплате компенсаций родственникам погибших в авиакатастрофе было отказано.

## Фильмография
- Катастрофа рейса 017 Malaysia Airlines показана в 18 сезоне канадского документального телесериала Расследования авиакатастроф в серии Смертоносное небо.
- Документальный фильм «Железные бабочки» украинского режиссёра Романа Любого (показан в 2023 году в документальном конкурсе американского фестиваля независимого кино «Сандэнс»)[319].
- Х/ф «Клондайк» — военная драма о жителях деревни, над которой сбили малайзийский «Боинг». Украина, 2022 год[320]